# Ligne de Mâcon à Fleurville
La ligne de Mâcon à Fleurville via Lugny est une ancienne ligne ferroviaire française.

## Histoire

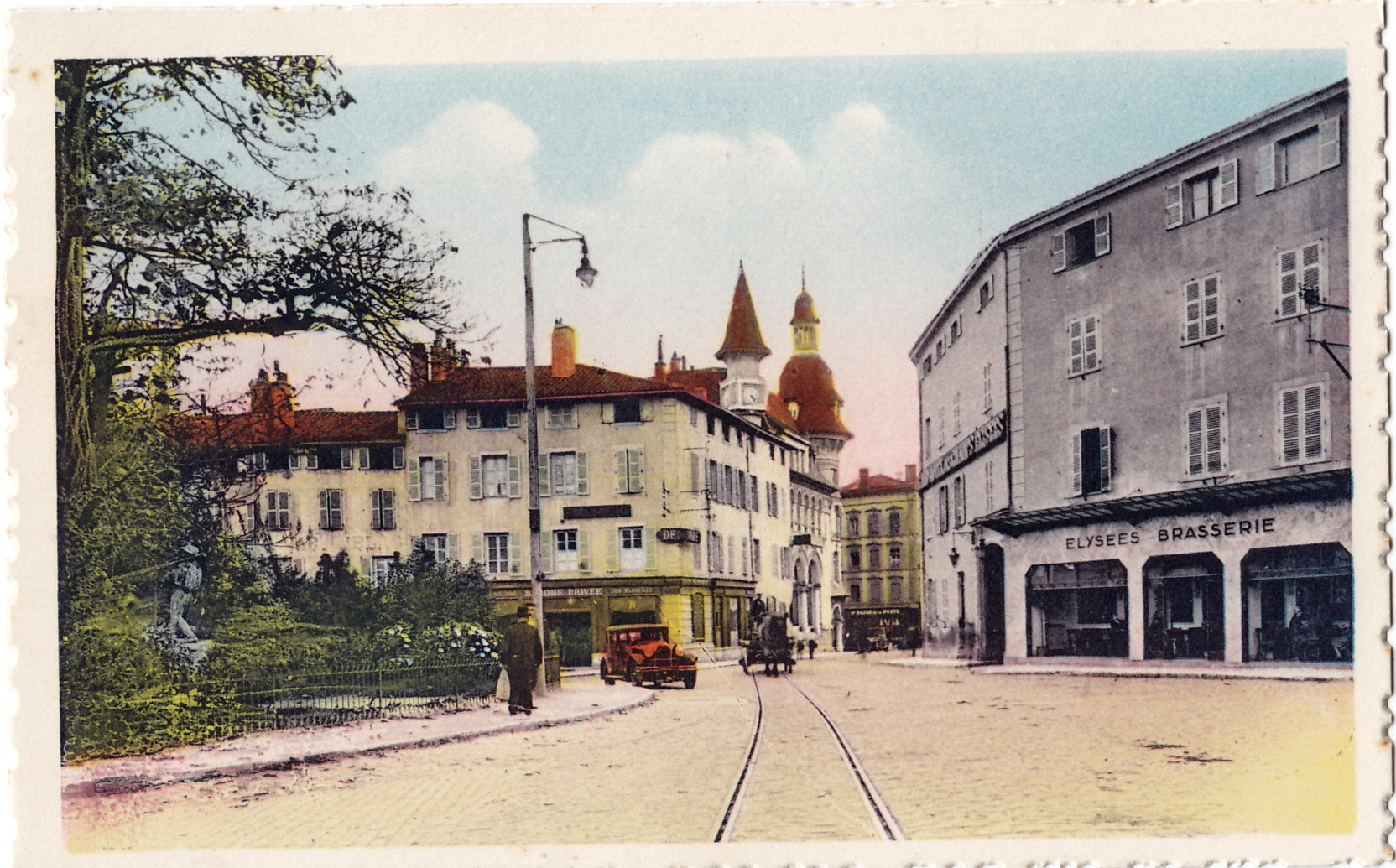
Les rails de la voie métrique place de la Barre, à Mâcon.

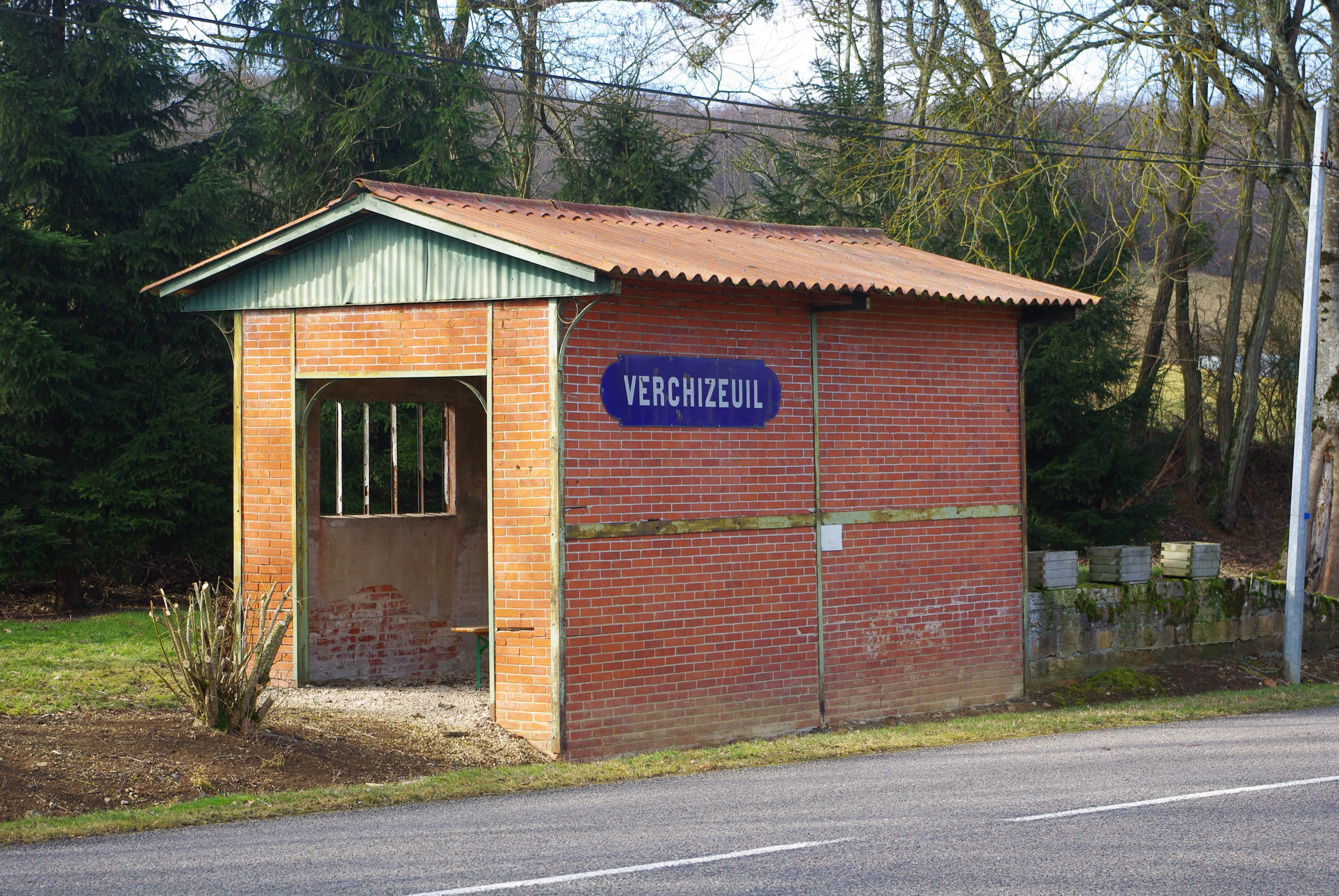
La halte de Verchizeuil, sur le territoire de la commune de Verzé.

Cette ligne fut inaugurée le 11 novembre 1900. Elle appartenait au réseau de la Compagnie des chemins de fer d'intérêt local de Saône-et-Loire.
Elle devint progressivement un moyen de transport commode pour les voyageurs et les marchandises et le train, vite adopté sous le nom de « tacot de Fleurville », connut un succès ininterrompu jusqu’à sa disparition au milieu des années 1930, effectuant plusieurs allers-retours quotidiens.
Ainsi, le nombre de billets aller-retour distribués à Mâcon par la compagnie ferroviaire pour des voyages effectués en direction de Lugny et de Fleurville, pour la seule année 1909, s'éleva à 36 242.
Le projet initial, établi au début des années 1890, prévoyait l'établissement d'un chemin de fer à voie étroite entre Fleurville et Saint-Sorlin (ancien nom de La Roche-Vineuse, jusqu'en 1908). Le tracé fut cependant profondément modifié et finit par s'établir définitivement entre Mâcon et Fleurville via Lugny, desservant Hurigny par la vallée de Verchizeuil puis, successivement, les communes d'Igé, d'Azé, de Saint-Gengoux-de-Scissé et de Bissy-la-Mâconnaise, avant de parvenir à Lugny et, de là, rejoindre Fleurville. Diverses variantes furent rejetées, parmi lesquelles, d'une part, une desserte des communes de Saint-Maurice-de-Satonnay et de Laizé et, d'autre part, une desserte de Verzé.

## Caractéristiques

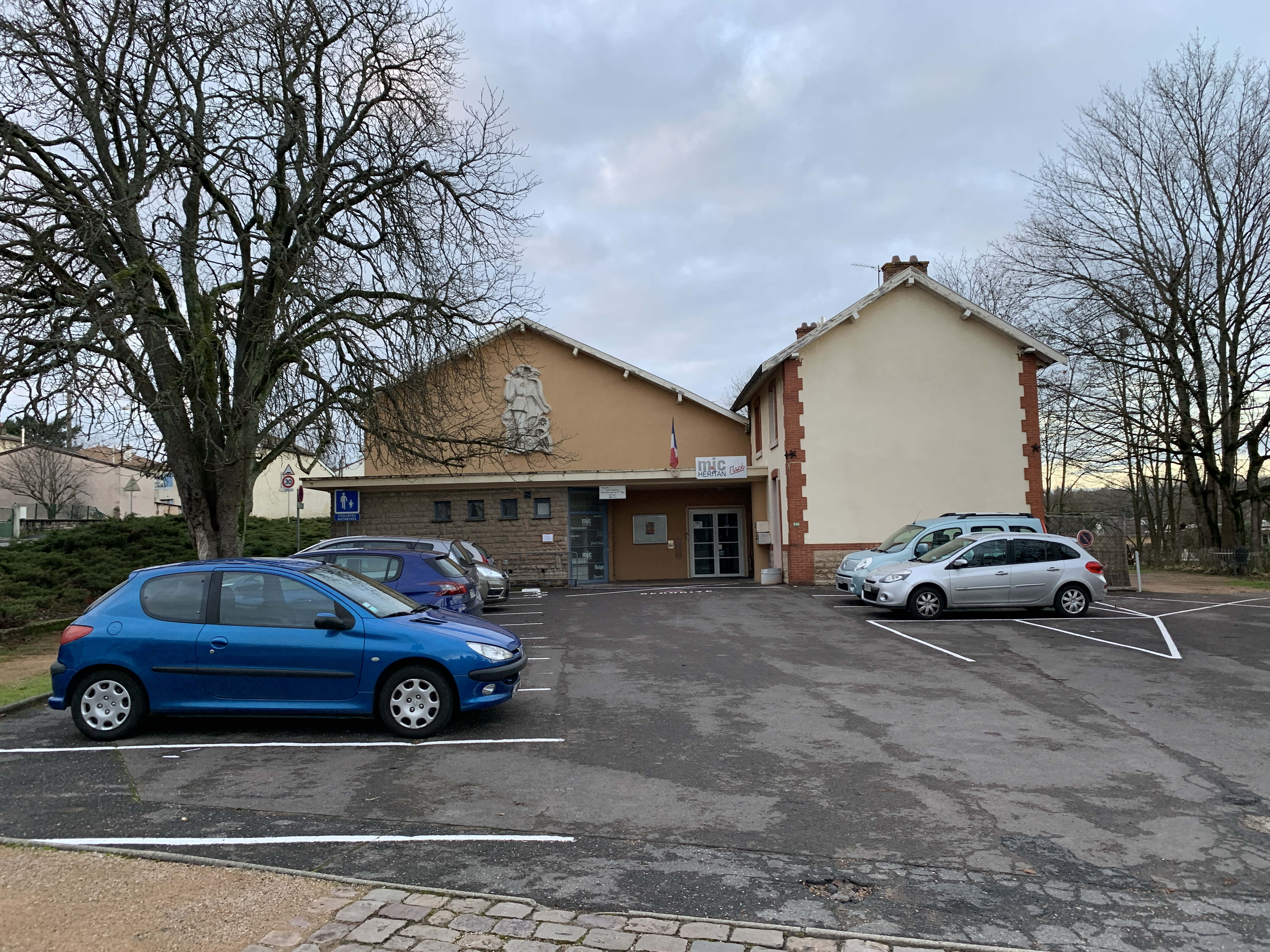
Ancienne gare de Flacé-lès-Mâcon.

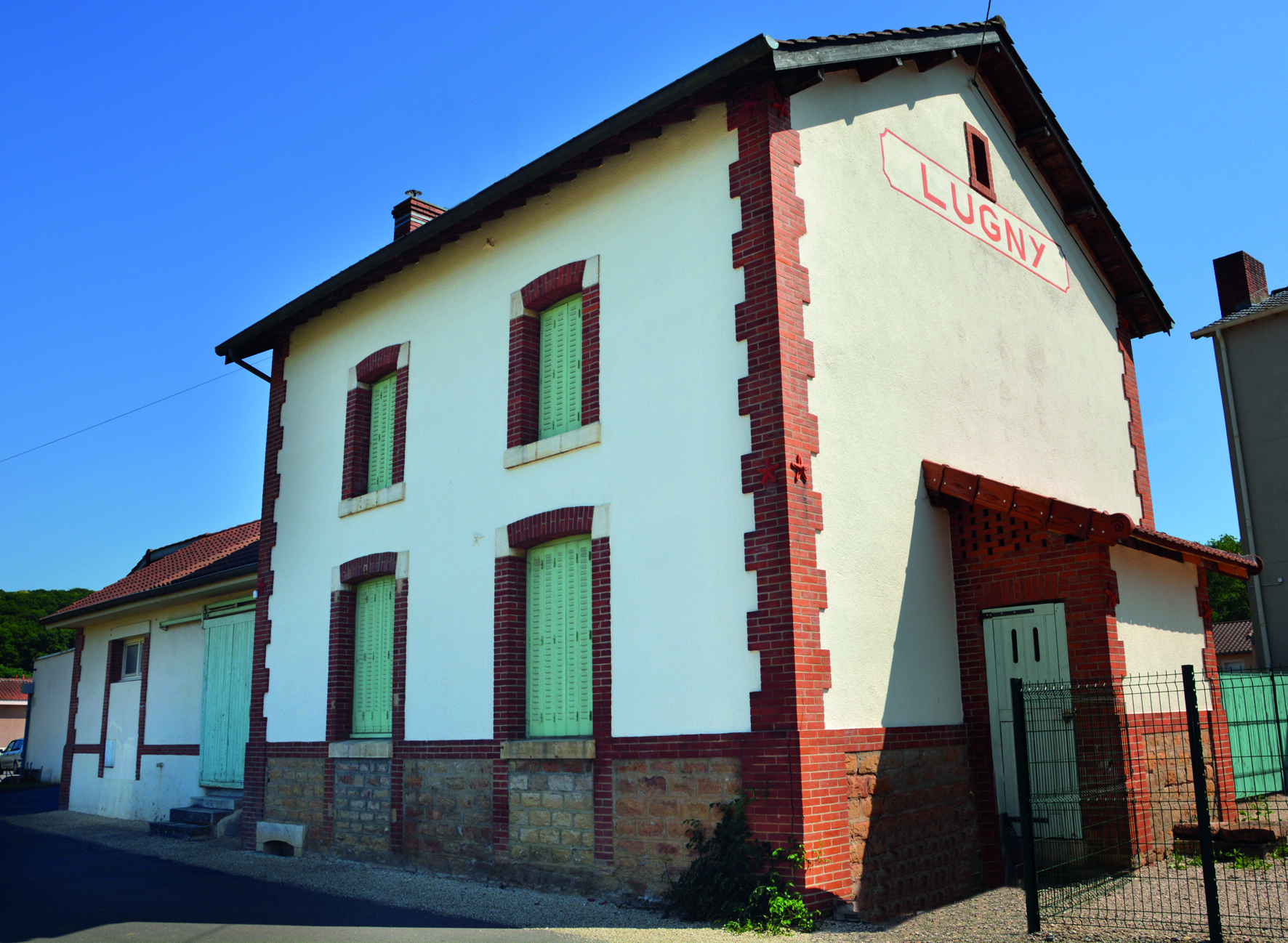
Ancienne gare de Lugny.

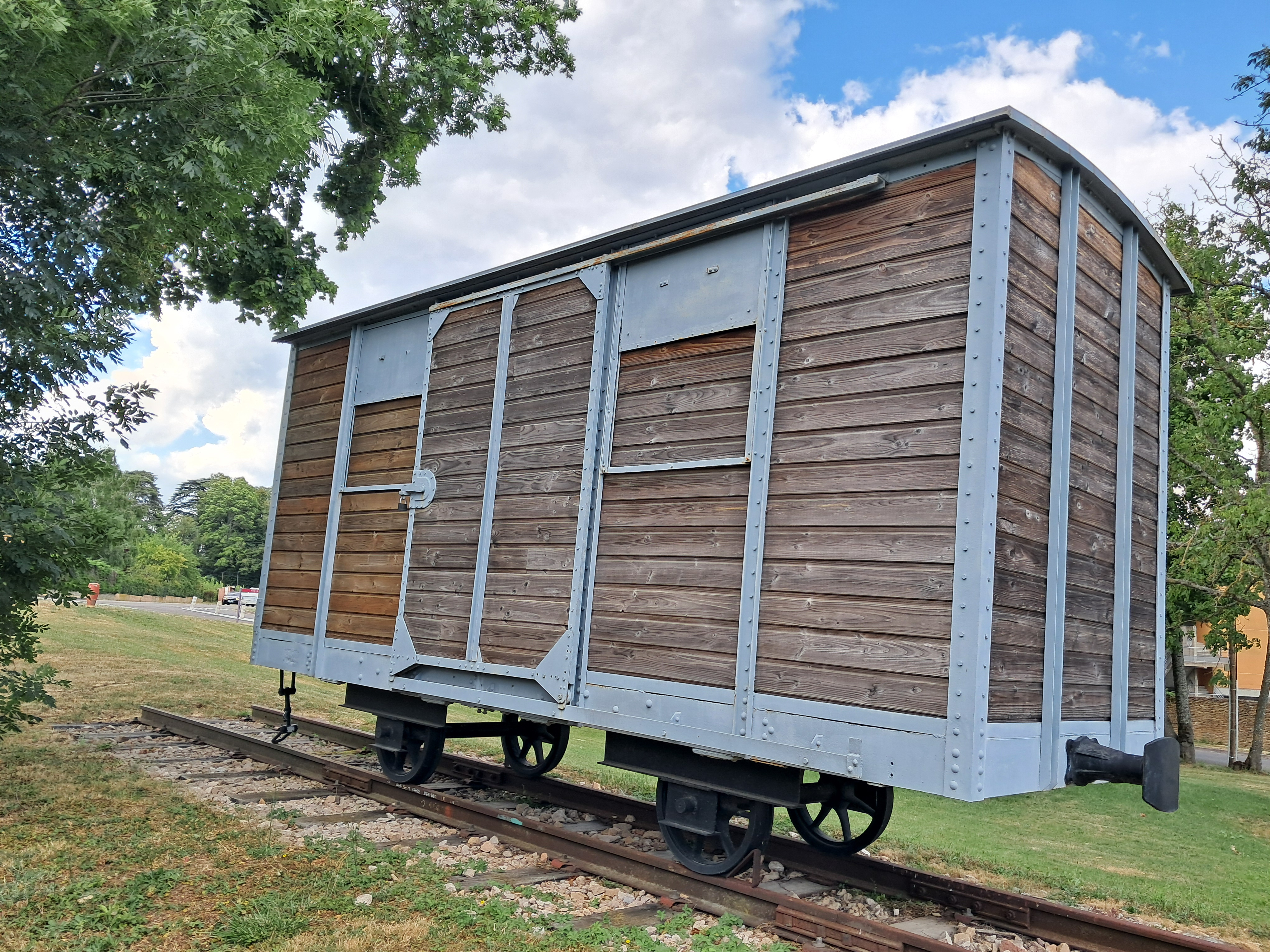
Ancien wagon du « tacot de Fleurville » visible depuis 2018 à Hurigny.

Longue de 35,248 kilomètres, elle est inaugurée le 11 novembre 1900 et fonctionne jusqu'en 1931 pour le trafic quotidien de voyageurs et le milieu des années trente pour le trafic de marchandises, desservant nombre de communes du Mâconnais et du Haut-Mâconnais (seize stations, haltes et arrêts facultatifs). La durée du trajet est de deux heures et treize minutes, dans un sens comme dans l'autre. 
Les communes desservies sont (outre les terminus de Mâcon et Fleurville) : 
- Flacé ;
- Laizé (hameau de Blany) ;
- Verzé ;
- Igé ;
- Azé ;
- Saint-Gengoux-de-Scissé ;
- Bissy-la-Mâconnaise ;
- Lugny ;
- Montbellet (hameau de Thurissey).

Les terminus se situent :
- dans la cour des voyageurs de la gare de Mâcon. L'accès se fait en empruntant la rue Saint-Brice (devenue rue Victor-Hugo) ;
- devant la  gare de Fleurville - Pont-de-Vaux.

Le dépôt et les ateliers se trouvent à Fleurville.
Les horaires, tels qu'ils apparaissent dans la presse départementale, sont, en août 1902, les suivants : 
- au départ de Mâcon : 6 h 22 du matin, 1 h 20 et 6 h 17 du soir ;
- au départ de Fleurville : 5 h 06 et 10 h 45 du matin, 6 h 30 du soir.

Les trains se composent de deux ou trois voitures de voyageurs, d’un fourgon à bagages et d’un wagon de marchandises, le convoi étant tracté par une locomotive à vapeur du type 030T (pesant 17 tonnes à vide et 21 tonnes en ordre de marche) sortie des ateliers des établissements Corpet-Louvet.
Hormis les voyageurs, le chauffeur, le mécanicien et le chef de train, le « Tacot de Fleurville », transporte du vin, du charbon, du bétail, du bois ou encore des pierres de taille.

## Exploitation
Elle est administrée par la Compagnie des chemins de fer d'intérêt local de Saône-et-Loire, créée à la fin du XIXe siècle pour construire et exploiter un réseau ferroviaire à voie métrique d'une dizaine de lignes dans le département de Saône-et-Loire entre 1901 et 1945.
Après la suppression du chemin de fer d'intérêt local, le département de Saône-et-Loire met en vente les terrains composant la plateforme de la voie ainsi que les bâtiments divers (gares, dépôt). À titre d'exemple, la gare de Lugny est achetée fin 1940 par cette commune, le cout ayant été fixé à 19000 francs par l'administration.

## Témoignages
« Je faisais les voyages entre Lugny et Mâcon à bord du Tacot, surnom affectueusement donné à ce sympathique petit train qui, jusqu’à sa disparition au milieu des années trente, relia Fleurville à Mâcon en desservant bon nombre de villages du Mâconnais. Ce train ne brillait toutefois pas par son confort. L’odeur de charbon me donnait la nausée et je préférais être au grand air, en me tenant sur la plate-forme d’extrémité du wagon. À l’intérieur de ces wagons, un détail a plus particulièrement retenu mon attention : ces bouillottes ayant la forme de longues boîtes métalliques plates remplies d’eau chaude placées au pied des sièges et censées réchauffer les passagers. » a raconté Madeleine Soboul, une habitante de Lugny qui, après avoir obtenu son certificat d’études primaires, poursuivit ses études à Mâcon.
« Le premier train partait très tôt, six heures à l'heure du soleil, le dernier à huit heures le soir, c'est-à-dire que l'hiver on roulait la nuit, et on rentrait tard le soir. Le train du matin amenait le courrier, celui du soir le ramenait [...]. Le tacot remplissait en ce temps-là une mission extraordinaire, aussi bien pour les voyageurs que pour tous les produits lourds. C'était une révolution, il remplaçait la diligence pour les personnes, et les voituriers pour les marchandises. Pour le vin, pour le bois, pour tous les colis, c'est par wagons complets que tout était acheminé. » a raconté Alphonse Grosbon, habitant de Saint-Gengoux-de-Scissé.

## Incidents et accidents
Les allers-retours quotidiens effectués entre Mâcon et Fleurville connurent parfois des incidents.
Ce fut le cas, par exemple, le lundi 28 décembre 1903, en fin d'après-midi, à Lugny : « Le tramway de Fleurville-Mâcon a déraillé lundi soir, près de la gare de Lugny. Aucun accident n'est à signaler. Ce déraillement, dont les causes sont encore inconnues, a occasionné un retard de 2 heures dans la marche du train arrivant d'habitude à 8 heures à Mâcon. » rapporte Le Courrier de Saône-et-Loire du vendredi 1er janvier 1904.
Le principal incident survint toutefois le 12 mai 1907 à Hurigny, aux abords de la halte de Chazoux, lorsque le convoi dérailla en raison d’un rail déboulonné. Seul un wagon fut renversé et il n’y eut que des dégâts matériels.
De façon plus exceptionnelle, le fonctionnement de la ligne fut à l'origine d'accidents mortels, entre autres le 27 décembre 1921, entre la gare de Bissy-la-Mâconnaise et l'entrée du bourg de Lugny : « Mardi soir, M. Goyard, ouvrier ferblantier [...], revenait de son travail à Cruzille. Pour rentrer à Lugny, il voulut prendre le train qui passe en gare de Bissy vers 19 heures. Chargé de sa boîte à outils et d'un manteau, il grimpa dans un wagon de tête. Que se passa-t-il ? On l'ignore. Toujours est-il que plusieurs wagons lui passèrent sur le corps. Quand on le releva, il été horriblement écrasé. Goyard était célibataire, natif d'Azé. Mercredi matin, le parquet a fait les constatations d'usage. » (Le Courrier de Saône-et-Loire du 1er janvier 1922).